# Emiliano Rodríguez
Pour les articles homonymes, voir Rodríguez.
Emiliano Rodríguez, né le 10 juin 1937 à San Feliz de Torío, est un ancien basketteur espagnol.

## Club
- 1958-1960 :  Aismalibar
- 1960-1973 :  Real Madrid

## Palmarès

### Club
compétitions internationales 
- Vainqueur de la Coupe des clubs champions : 1964, 1965, 1967, 1968

 compétitions nationales 
- Champion d'Espagne 1961, 1962, 1963, 1964, 1965, 1966, 1968, 1969, 1970, 1971, 1972, 1973
- Vainqueur de la Coupe du Roi 1961, 1962, 1965, 1966, 1967, 1970, 1971, 1972, 1973

### Sélection nationale
Jeux olympiques d'été
- 8e aux Jeux olympiques de 1968 à Mexico,  Mexique
- 4e Jeux olympiques de 1960 à Rome,  Italie

Championnat d'Europe
- Médaille de bronze des Championnats d'Europe 1971,  Allemagne de l'Ouest
- 6e du Championnat d'Europe 1969,  Italie
- 7e du Championnat d'Europe 1967,  Finlande
- 4e du Championnat d'Europe 1965,  Union soviétique
- non qualifié pour le Championnat d'Europe 1963,  Pologne
- 12e du Championnat d'Europe 1961,  Yougoslavie
- 10e du Championnat d'Europe 1959,  Turquie

### Distinction personnelle
- Meilleur marqueur de la Liga ACB 1959, 1963, 1964
- MVP du  Championnat d'Europe 1963